# Galeazzo Calciati
Galeazzo Calciati (Piacenza, 4 novembre 1828 – Borgonovo Val Tidone, 8 agosto 1900) è stato un politico italiano.
Fu senatore del Regno d'Italia dalla XVII legislatura.